# Tenis en los Países Bajos
Al comenzar la era abierta Tom Okker fue la principal figura del tenis holandés durante la década de los 70, posteriormente entre 1995 y 2003 seis tenistas alcanzarían el Top 20 destacándose Richard Krajicek ganador de Wimbledon 1996. Durante los años 2010 Robin Haase fue el número 1 de Holanda, mientras que la nueva generación está a cargo de Botic van de Zandschulp, Tallon Griekspoor, Tim van Rijthoven y Gijs Brouwer.
A nivel de representación nacional el Equipo de Copa Davis de Países Bajos alcanzó su mejor posición cuando llegó a semifinales en 2001 de la mano de Raemon Sluiter, Sjeng Schalken, Jan Siemerink y Paul Haarhuis.

## Mejores en el ranking ATP en individuales masculino
Tenistas holandeses que han estado entre los 50 mejores del ranking ATP.